# 제3전투비행단 우데트
제3전투비행단 우데트(독일어: Jagdgeschwader 3 „Udet“; JG 3)는 독일 국방군 공군의 전투기 부대 중 하나이다. 제2차 세계 대전 당시 유럽 전구의 모든 전선에서 활동했다. 별명 "우데트"는 1942년 에른스트 우데트를 기려 붙인 것이다.

## 역대 지휘관
비행단장
1. 대령 막스 이벨, 1939년 5월 1일 – 1939년 9월 26일
2. 대령 카를 피크, 1939년 9월 26일 – 1940년 8월 21일
3. 대령 귄터 뤼초프, 1940년 8월 21일 – 1942년 8월 11일
4. 소령 볼프디트리히 빌케, 1942년 8월 12일 – 1944년 3월 23일
5. 소령 프리드리히카를 뮐러, 1944년 3월 24일 – 1944년 5월 29일
6. 소령 하인리히 베어, 1944년 6월 1일 – 1945년 2월 13일
7. 소령 베르너 슈뢰어, 1943년 2월 14일 – 1945년 5월 8일